# Otto Schmidt

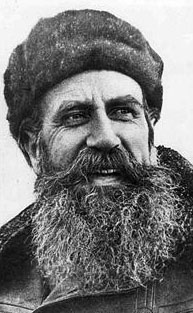
Otto Schmidt

Otto Joeljevitsj Schmidt (Russisch: Отто Юльевич Шмидт) (Mogiljov (Keizerrijk Rusland, nu Wit-Rusland), 30 september (O.S. 18 september) 1891 – Moskou, 7 september 1956) was een Sovjet-Russisch wiskundige, astronoom, geofysicus, poolonderzoeker, staatsman, academicus (correspondent-lid van de Sovjetacademie van Wetenschappen vanaf 1935 en de Oekraïense Academie van Wetenschappen vanaf 1934), Held van de Sovjet-Unie (op 27 juni 1937) en lid van de Communistische Partij vanaf 1918.

## Levensloop
In 1913 studeerde hij af aan de Universiteit van Kiev, waar hij werkte als privaatdocent vanaf 1916.
Na de Oktoberrevolutie in 1917 was hij raadslid bij een aantal Volkscommissariaten (narkomaten), zoals de Narkomprod van 1918 tot 1920 (Narodny Kommissariat Prodovolstvieja of Volkscommissariaat voor Voedselvoorraden), de Narkomfin van 1921 tot 1922 (Narodny Kommissariat Finansov of Volkscommissariaat voor Financiën) en andere.
Schmidt was een van de belangrijkste voorstanders van het ontwikkelen van het hoger onderwijs, publicatie en wetenschap in de RSFSR. Hij werkte bij Narkompros (Narodny Kommissariat Prosvesjenieja of Volkscommissariaat voor Onderwijs), de Staats-Wetenschappelijke Raad bij de Raad van Volkscommissarissen van de Sovjet-Unie en de communistische academie. Schmidt werkte ook als directeur van de Staatsuitgeverij (Gosizdat) van 1921 tot 1924 en was hoofdredacteur van de Grote Sovjet Encyclopedie van 1924 tot 1941. Van 1923 tot 1956 was hij professor aan de Staatsuniversiteit van Moskou. Van 1930 tot 1932 was Schmidt hoofd van het Arctisch Instituut. van 1932 tot 1939 was hij hoofd van het Hoofdbestuur Noordelijke Zeeroute (Glavsevmorpoet), een raad die alle commerciële activiteiten op de Noordoostelijke Doorvaart overzag. Van 1939 tot 1942 was Schmidt vicepresident van de Sovjetacademie van Wetenschappen, waar hij het Instituut voor Theoretische Geofysica opzette, waarvan hij directeur was tot 1949. Otto Schmidt was ook de stichter van de Algebraschool van Moskou, die hij leidde in de daarop volgende jaren.
Midden jaren 40 stelde Schmidt een nieuwe kosmogonische hypothese voor met betrekking tot het ontstaan van de aarde en andere planeten van het zonnestelsel (zie de Schmidthypothese), die hij daarop samen met een groep van Sovjetwetenschappers verder ontwikkelde tot aan zijn dood.
Schmidt was ook een gevierd poolonderzoeker in het sovjet-Arctis. In 1929 en 1930 leidde hij expedities op de stoomijsbreker Georgi Sedov, waarbij hij het eerste wetenschappelijke poolstation opzette op Frans Jozefland, de noordwestelijke delen van de Karazee en de westelijke kusten van Noordland onderzocht en een aantal eilanden ontdekte. In 1932 maakte Schmidts expeditie op de stoomijsbreker Sibirjakov voor de eerste keer in de wereld een non-stopreis van Archangelsk naar de Grote Oceaan. Van 1933 tot 1934 leidde Schmidt een reis op het stoomschip Tsjeljoeskin langs de Noordoostelijke Doorvaart. In 1937 had hij de leiding over een luchtexpeditie, waarbij het drijfijsonderzoeksstation Noordpool-1 werd gesticht. In 1938 had hij de leiding over het evacueren van zijn personeel van het ijs.
Otto Schmidt was lid van het Heel-Russisch Centraal Uitvoerend Comité en later afgevaardigde van haar opvolger de Opperste Sovjet van de eerste vergadering. Hij werd geëerd met drie Ordes van Lenin, drie andere ordes en vele medailles. Naar hem werden onder andere vernoemd; het eiland Schmidt in de Karazee, kaap Schmidt op de kustlijn van de Tsjoektsjenzee, het district Sjmidtovski in het autonome district Tsjoekotka (toen nog onderdeel van oblast Magadan) en het Instituut voor de Fysica van de Aarde aan de Sovjetacademie van Wetenschappen. Ook de plaats Mys Sjmidta is naar hem vernoemd.
- Bibliothèque nationale de France: cb16487730w (data)
- Gemeinsame Normdatei: 119218259
- International Standard Name Identifier: 0000 0001 0969 1504
- KulturNav: fca81d4f-60c7-42d2-8216-44be9b6a0ca2
- Library of Congress Control Number: n83180674
- Nationale Bibliotheek van Letland: 000258172
- Mathematics Genealogy Project: 76797
- Nationale Bibliotheek van Tsjechië: uk2015858221
- Nationale Bibliotheek van Israël: 987007275100805171
- Nationale Bibliotheek van Polen: a0000001213446
- Nederlandse Thesaurus van Auteursnamen: 148244769
- LIBRIS: 105965
- Système universitaire de documentation: 099597691
- Trove: 1093031
- Virtual International Authority File: 47566528